# مسجد التين (الصين)
مسجد التين (بالإنجليزية: Altyn Mosque ) هو مسجد في مدينة ياركند في مقاطعة شينجيانغ في الصين .

## التاريخ
أهم مايميز مسجد التين هي السقوف المرسومة في المسجد، بالإضافة لوجود قبر الشاعر امانيسا خان (1526 - 1560) في ساحة المسجد، والتي كانت زوجته أحد الخانات المحلية في المدينة، ما وراء المسجد هناك مقبرة وهي مقابر الخانات في مدينة ياركند.

## وصلات خارجية
- البوم صور مسجد التين
- موقع المسجد على الخريطة
- صورة مقبرة المسجد